# Сбродово
Сбро́дово (рос. Сбродово) — присілок у складі Міжріченського району Вологодської області, Росія. Входить до складу Сухонського сільського поселення.

## Населення
Населення — 24 особи (2010; 30 у 2002).
Національний склад (станом на 2002 рік):
- росіяни — 93 %